# Evgenïý Yarovenko
Evgenïý Vïktorovïç Yarovenko (in kazako Евгений Викторович Яровенко?; in russo Евгений Викторович Яровенко?, Evgenij Viktorovič Jarovenko; Karatau, 17 agosto 1962) è un allenatore di calcio ed ex calciatore sovietico dal 1991 kazako, di ruolo difensore, tecnico del Naftovyk-Ukrnafta.

## Statistiche

### Cronologia presenze e reti in nazionale
| Cronologia completa delle presenze e delle reti in nazionale ― Unione Sovietica | Cronologia completa delle presenze e delle reti in nazionale ― Unione Sovietica | Cronologia completa delle presenze e delle reti in nazionale ― Unione Sovietica | Cronologia completa delle presenze e delle reti in nazionale ― Unione Sovietica | Cronologia completa delle presenze e delle reti in nazionale ― Unione Sovietica | Cronologia completa delle presenze e delle reti in nazionale ― Unione Sovietica | Cronologia completa delle presenze e delle reti in nazionale ― Unione Sovietica | Cronologia completa delle presenze e delle reti in nazionale ― Unione Sovietica |
| Data                                                                            | Città                                                                           | In casa                                                                         | Risultato                                                                       | Ospiti                                                                          | Competizione                                                                    | Reti                                                                            | Note                                                                            |
| ------------------------------------------------------------------------------- | ------------------------------------------------------------------------------- | ------------------------------------------------------------------------------- | ------------------------------------------------------------------------------- | ------------------------------------------------------------------------------- | ------------------------------------------------------------------------------- | ------------------------------------------------------------------------------- | ------------------------------------------------------------------------------- |
| 29-8-1987                                                                       | Belgrado                                                                        | Jugoslavia                                                                      | 0 – 1                                                                           | Unione Sovietica                                                                | Amichevole                                                                      | -                                                                               | 82’                                                                             |
| 23-9-1987                                                                       | Mosca                                                                           | Unione Sovietica                                                                | 3 – 0                                                                           | Grecia                                                                          | Amichevole                                                                      | -                                                                               | 60’                                                                             |
| Totale                                                                          |                                                                                 | Presenze                                                                        | 2                                                                               |                                                                                 | Reti                                                                            | 0                                                                               |                                                                                 |

## Palmarès

### Giocatore

#### Club
- Kubok Federacii SSSR: 2

Qaýrat: 1988
Dnipro: 1989

#### Nazionale
- Oro olimpico: 1

Seul 1988